# Jan Bednarek
Jan Paweł Bednarek (Główczyce; 10 de Agosto de 1955 — ) é um político da Polónia. Ele foi eleito para a Sejm em 25 de Setembro de 2005 com 1102 votos em 40 no distrito de Koszalin, candidato pelas listas do partido Samoobrona Rzeczpospolitej Polskiej.